# Ulwówek (przystanek kolejowy)
Ulwówek (ukr. Ульвівок, ros. Ульвовек) – przystanek kolejowy w pobliżu miejscowości Ulwówek, w rejonie czerwonogrodzkim, w obwodzie lwowskim, na Ukrainie. Leży na linii Lwów – Sapieżanka – Kowel.
Dawniej stacja kolejowa. Istniała przed II wojną światową. Do 1951 leżała w Polsce, w tym w latach 1945 - 1951 jako ostatnia stacja przed granicą ze Związkiem Sowieckim. W późniejszym okresie rozebrano dodatkowe tory i stacja została zdegradowana do roli przystanku kolejowego.